# Neoarius taylori
Neoarius taylori es una especie de pez de la familia Ariidae en el orden de los Siluriformes.

## Morfología
• Los machos pueden llegar alcanzar los 40 cm de longitud total.

## Alimentación
Come  frutas carnosas de  plantas terrestres y insectos terrestres.

## Distribución geográfica
Se encuentra en Papúa Nueva Guinea.